# 手代木渉
手代木  渉 (てしろぎ  わたる;  1925年（大正14年）5月6日 – 2007年（平成19年）3月7日) は、主に昭和時代の第二次世界大戦後に活躍した発生生物学者で、弘前大学理学部（現、理工学部）教授、学生部長、学部長、学長を歴任した。プラナリア（ウズムシ）の研究で理学博士（東北大学1962年）、後に斯学の国際学会（Turbellarian Biology 1990）を主催した。

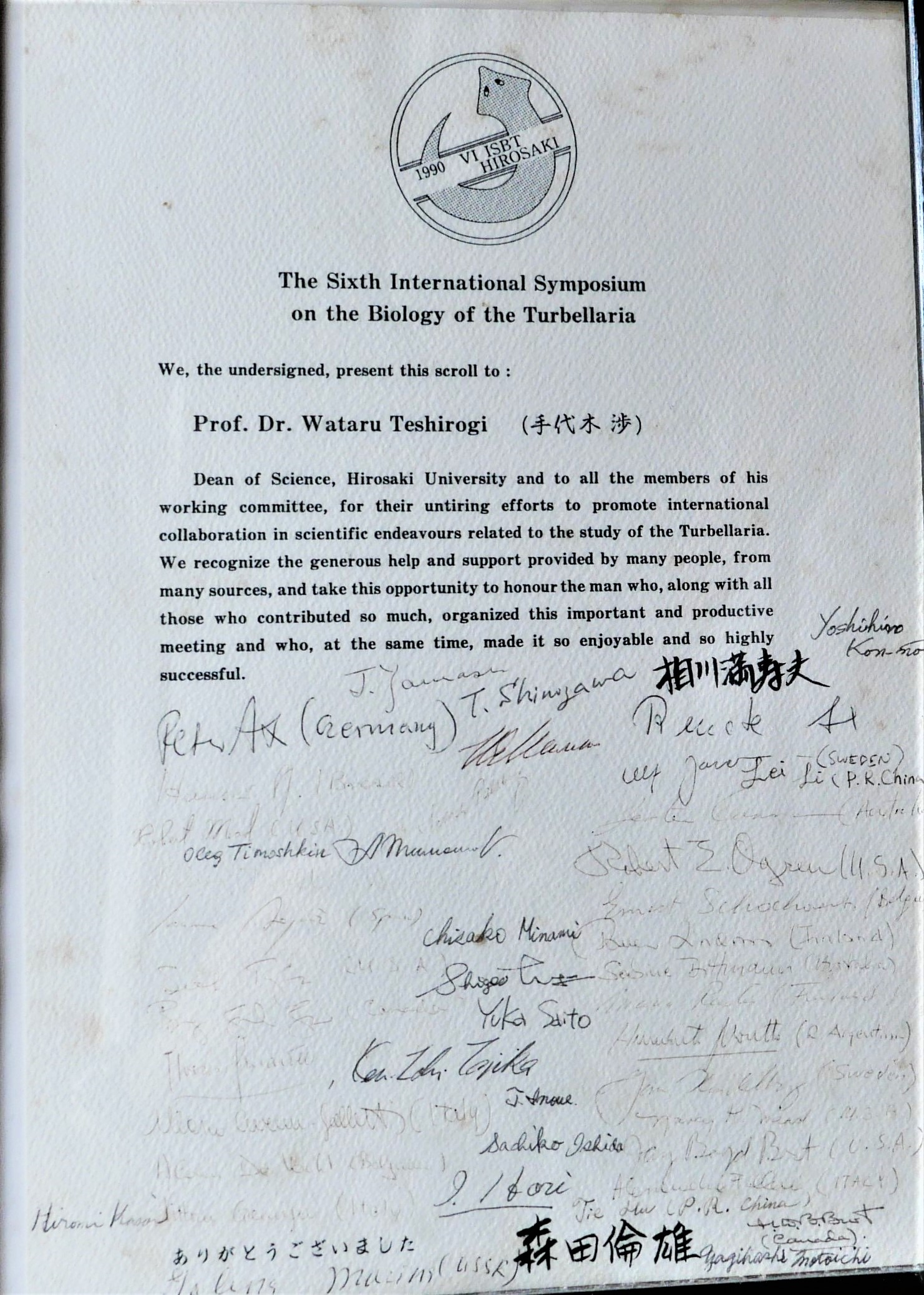
The Sixth International Symposium on the Biology of the Turbellaria（Hirosaki, 1990）主催ホスト役への感謝状寄せ書き

## 生い立ちと学歴
1925年（大正14年）5月6日]、福島県耶麻郡豊川村沢部（現、喜多方市豊川町沢部長尾）に生まれる。父の名は藤一（とういち）母の名はマツヨ、四男だった。生家はかつて世襲の肝煎（きもいり）の家系。会津盆地北西部に位置する稲作を主とする農村で自然が豊かな地元の村立豊川小学校（現、喜多方市立豊川小学校）に通学した。
1942年（昭和17年）福島県立喜多方中学校（現、福島県立喜多方高等学校）を卒業して、岐阜高等農林学校（後の岐阜大学農学部を改称した現在の同大応用生物科学部）に入学、1945年（昭和20年）獣医科を卒業し獣医師となる（V4クラス）。その後、東北帝国大学に入学し、1949年（昭和24年）名称変更となった東北大学の理学部生物学科を卒業した。卒業後も継続したプラナリアの研究をまとめ、1962年（昭和37年）2月3日付けで東北大学より理学博士の学位を受ける。論文題目は「ウズムシの再生現象の実験形態学的研究」。

## 職歴と晩年
1949年（昭和24年）、東北大学を卒業した年に新制の国立大学も発足することになり弘前大学に採用が決まっていたが当年度の定員の関係で待機せざるをえず、故郷の会津にある当時の福島県立山都高等学校（後に福島県立耶麻高等学校、現在は福島県立会津農林高等学校に吸収合併）に1年間奉職した。
1950年（昭和25年）4月、弘前大学に着任し、当時の文理学部（後の理学部、現在の理工学部）の講師となる。1962年（昭和37年）の理学博士取得を経て、1976年（昭和51年）理学部教授、1982年（昭和57年）学生部長、1985年（昭和60年）理学部学部長、この間に学生部長も一時兼任する。1992年（平成4年）2月1日、第10代弘前大学学長に就任、1996年（平成8年）1月31日退任。2000年（平成12年）秋の叙勲で勲二等旭日重光章を受章し、妻（淑子）と共に伝達式に上京した。
晩年は弘前を去り、故郷喜多方市において、生物学者としての知識を活用し、ホタルの生態保存やホタルに関する社会教育活動に尽力した。また、この頃、自らの足跡を客観的記事をもとにして綴った自費出版書『写真と新聞記事等で綴る二つの山河 : 足跡ビジュアル版 : 1925-2000』も執筆している。
2005年（平成17年）9月27日に柳津町の「花ホテル滝のや」でホタルに関する講演を行った2年後、2007年（平成19年）3月7日午前6時逝去、享年 81。告別式は、同3月11日だった。

## 主な業績

### 学術・教育・国際性
日本のプラナリア（ウズムシ、渦虫）研究の第一人者であることは業績（著書・論文）に明らかであり、動物学会の著名人であった。プラナリアは再生能力が非常に高い生物として知られ、再生研究においてプラナリアは重要なモデル生物として利用されているが、扱いは簡単でなく、実験動物としての基本的取り扱いの開発と普及に努めた意義は大きい。
プラナリアは切り刻まれても、その細胞は分化能力を持ち、再生に必要な組織や器官を再建することができる。その再生能力の研究は発生学と深い関連があるが、それはこのような再生能力のメカニズムの理解が発生学に資するからである。このことにいち早く着目し、論文のキーワードとして「発生学」としばしば書き添えた。
再生に関与するシグナル経路や遺伝子の働きがどのようにして再生を促進するのかなどの手代木の研究の意義は、発生学の知見を基にして、将来的には人間の再生能力の向上や治療法の開発につながる可能性を秘めていた。
研究者としての手代木は、同時に教育者としても卓越していて、国立短期大学協会会長、学生部長、学部長、学長を歴任したほか、晩年も故郷においてホタルを中心とした生物学教育・啓蒙や、地元の国立大学福島大学の経営に学外から協力した。　　　
手代木が国際性に着目して研究と教育を展開したことは、テキサス工科大学（Texas Tech University）での在外研究（1972年、昭和47年）において、同地テキサス州ラボック市（Lubbock）の名誉市民となったほか、国際シンポジウム：The Sixth International Symposium on the Biology of Turbellaria（1990年、平成2年）の開催委員長を引き受けたことに現れている。

### 社会活動
弘前大学生物学科元教員の城田安幸は、1963年当時の弘前大学は「もの言えぬ」大学であり、国立大学74校中教職員組合のない大学は３校、その一つが弘前大学であったが、手代木先生たちは「首を覚悟」で組合設立運動をすすめられたと述懐している。学窓にありながら、社会における生活者としての視点を失わなかったことは、その後も変わらず、教育・研究産業界に従事する者の健康に留意していた。
手代木は、1978年（昭和53年）5月23日から6月30日にかけ、ニューヨークで開催された第一回国連軍縮特別総会に日本代表団の一員として派遣された。

## 主要著書および論文

### 学位論文
- 「ウズムシの再生現象の実験形態学的研究」（別タイトル	Experimental studies on the regeneration in planarians、本文和文）、東北大学理学博士、授与年月日  1962年（昭和37年）2月3日

### 単行本
- 手代木渉（編著）『プラナリアの生物学 : 基礎と応用と実験』、共立出版、1987年6月
- 石川優、沼宮内隆晴（共編）『海産無脊椎動物の発生実験』「第４章　扁形動物〈渦虫類〉（手代木渉・石田幸子）」（現代発生生物学シリーズ、3）、培風館、1988年6月
- 石原勝敏（編著）『動物発生段階図譜』「海産ウズムシ/手代木渉 ; 石田幸子/365． 淡水産プラナリア/手代木渉 ; 石田幸子/466」、共立出版、1996年3月
- 手代木渉、 渡辺憲二（編著）『プラナリアの形態分化 : 基礎から遺伝子まで』、共立出版、1998年3月
- 石原勝敏 ほか（編）『生物学データ大百科事典 （上）』「12. 再生/手代木渉 ; 石田幸子/1928－12.13 プラナリア再生中の生化学//1945」、朝倉書店、2002年6月

### 専門誌論文
以下、大学紀要等の未査読論文は原則省略。
- 「プラナリアの再生特にHead-Frequencyに就て」、動物学雑誌 60(1・2):1951-02-15 p.22-23
- 「Bdellocephalla brunnea に於ける精子塊の異常な行動に就て」、動物学雑誌 61(3・4):1952-04-15 p.58
- 「ブラナリアの一種Bd.brunneaの形成勾配」、科学 23(2):1953.02 p.82-83
- 「Lici処理による極性の転換」、科学 23(5):1953.05 p.259-260
- 「渦虫の再生、特に生殖器の形成頻度と移植実験」、科学 23(12):1953.12 p.630-631
- 「渦虫の一種Bdellocephala brunneaの再生、 特にgenital organ-frequencyと咽頭部の移植實驗(組織・實驗形態・遺傳)」、動物学雑誌 63(3・4):1954-04-15 p.76-77
- 「プラナリア再生体に及ぼすヂニトロフエノール及びリチユームの影響(組織・實驗形態・遺傳)」、動物学雑誌 63(3・4):1954-04-15 p.77
- 「遠心處理により得られたクモ卵の重複型について(實驗形態発生)」、動物学雑誌 63(3・4):1954-04-15 p.154
- 「メダカの輸精管に及ぼすエストロンの作用(實驗形態発生)」、動物学雑誌 63(3・4):1954-04-15 p.156
- 「チオ尿素による渦虫の色素消失」、動物学雑誌 63(10):1954-10-15 p.366
- 「渦虫の一種Bdellocephala brunneaの再生、 特に頭、 尾、 咽頭及び生殖器の形成頻度」、動物学雑誌 64(9):1955-09-15 p.294-299
- 「プラナリアの再生におよぼすロダンソーダの影響」、科学 25(2) 1955.02
- 「渦虫の頭部小片の移植実験」、科学 25(11) 1955.11
- 「渦虫の一種、 Bdellocephala brunnea の再生に及ぼすロダンソーダ及び塩化リチウムの影響」、動物学雑誌 65(1):1956-01-15 p.30-35
- 「チオ尿素による渦虫の眼色素消失と飢餓による体色素消失」、動物学雑誌 65(10):1956-10-15 p.377-381
- 「渦虫の一種Bd. brunneaの咽頭前域片同志の結合実験におけるtime factor(発生学・実験形態学)」、動物学雑誌 66(2・3):1957-03-15 p.46
- 「渦虫の一種Bdellocephala brunneaにおけるNadi反応の分布と頭形成頻度との関係」、動物学雑誌 66(10):1957-10-15 p.394-398
- 「渦虫の移植実験, 特にX線を照射された虫体後部に正常頭部小片の移植(発生・実験形態)」、動物学雑誌 67(1・2):1958-02-15 p.33
- 「渦虫体内における卵黄顆粒の腸管への侵入」、動物学雑誌 67(12):1958-12-15 p.371-372
- 「渦中の一種Bdellocephala brunneaの再生型についての一考察」、動物学雑誌 68(9):1959-09-15 p.307-316
- 「渦虫の一種Bdellocephala brunneaの再生過程中の形態学的変化とそのタイム・テーブル(発生)」、動物学雑誌 69(1・2):1960-02-15 p.17
- 「種々の条件下で飼育したイズミオオウズムシ(Bdellocephala brunnea)虫片の生殖器官形成頻度」、動物学雑誌 69(6):1960-06-15 p.209-215
- 「X線照射により再生能を消滅させたイズミオオウズムシの咽頭前域片と無照射虫体の後部片との融合(実験形態・発生)」、動物学雑誌 71(1・2):1962-02-15 p.7-8
- 「渦虫の一種Bdellocephala brunneaの再生過程における脂肪顆粒などの消長」、動物学雑誌 71(6):1962-06-15 p.196-201
- 「渦虫虫片融合体の2片間に生ずる新組織の由来とその背腹軸決定について(実験形態・発生)」、動物学雑誌 71(11・12):1962-12-15 p.358
- 「イズミオオウズムシ(Bdellocephala brunnea)の再生と神経との関係 : I.腹神経索部を除去された虫片の再生」、動物学雑誌 73(2):1964-02-15 p.45-51
- 「渦虫の一種Dendrocoelopsis lacteusの再生、とくに頭,尾および咽頭の形成頻度」、動物学雑誌 73(9):1964-09-15 p.258-266
- 「異属間移植実験による渦虫虫片間に生ずる新組織の由来についての解析(発生)」、動物学雑誌 73(11・12):1964-12-15 p.340-341
- 「Dugesia gonocephalaとよばれてきた本邦淡水産プラナリアDugesia speciesの核型」、動物学雑誌 74(2):1965-02-15 p.38-45
- 「渦虫異属間移植による再生遺伝学的研究」、動物学雑誌 74(11・12):1965-12-15 p.337
- 「プラナリアの学習についての発生遺伝学的研究(発生・内分泌)」、動物学雑誌 75(11・12):1966-12-15 p.326
- 「イズミオオウズムシ(Bdellocephala brunnea)の再生と神経との関係 : II. 脳─神経索中の神経細胞の分布勾配と形態」、動物学雑誌 77(5):1968-05-15 p.146-150
- 「渦虫および両生類幼生の尾の再生軸についての実験的観察」、動物学雑誌 77(11):1968-11-15 p.350-358
- 「プラナリアの再生における細胞分化の電顕的観察(予報)(発生)」、動物学雑誌 80(11・12):1971-12-15 p.440
- 「プラナリアの再生における細胞分化の電顕的観察 : とくに脱分化について(発生)」、動物学雑誌 80(11・12):1971-12-15 p.440-441
- 「プラナリアの柔組織細胞, とくに新生細胞と固定柔組織細胞についての比較検討(発生)」、動物学雑誌 81(4):1972-12-15 p.300
- 「プラナリアの新生細胞の腸壁由来説の再検討(発生)」、動物学雑誌 81(4):1972-12-15 p.300-301
- 「プラナリア新生細胞の分離・培養、とくに新生細胞の行動について(発生)」、動物学雑誌 82(4):1973-12-25 p.258
- 「アメリカツノウズムシ(Dugesia dorotocephala)の再生におよぼすアクチノマイシンDの影響(発生学)」、動物学雑誌 85(4):1976-12-25 p.354
- 「洞窟棲無眼プラナリアSphalloplana zeschiの再生, 特に再生能とneoblastの起原並びに眼誘導の試み(発生学)」、動物学雑誌 85(4):1976-12-25 p.355
- 「プラナリアの一種、イズミオオウズムシ卵の表層粒と卵黄粒の起原(発生学)」、動物学雑誌 86(4):1977-12-25 p.339
- 「プラナリア精子形成の光顕および電顕的観察(発生学)」、動物学雑誌 86(4):1977-12-25 p.341
- 「青森県産淡水棲プラナリア、 キタシロウズムシとキタシロカズメウズムシの再生能, 特に北海道産との比較検討」、動物学雑誌 87(3):1978-09-25 p.262-273
- 「淡水棲プラナリアにおける精子形態の比較と、おしつぶし法による精子形成について(発生学)」、動物学雑誌 87(4):1978-12-25 p.347
- 「淡水棲プラナリア数種の核型と再生時の染色体変異(分類・系統学)」、動物学雑誌 87(4):1978-12-25 p.535
- 「淡水産プラナリアの一種、トウホクコガタウズムシPhagocata teshirogiiの核型ならびに再生時における染色体数の変異〔英文〕」、遺伝学雑誌 = The Japanese journal of genetics 52(5) 1977.10 p.387-396
- 「淡水棲プラナリアPolycelis属の核学的研究(分類・系統学)」、動物学雑誌 88(4):1979-12-25 p.664
- 「淡水棲プラナリアPolycelis属の蛋白・LDHアイソザイムパターンおよび精子形態の比較(分類・系統学)」、動物学雑誌 88(4):1979-12-25 p.665
- 「有性系個体投餌による無性系ナミウズムシの性誘導, 特に生殖細胞の起原と核学的研究(発生学)」、動物学雑誌 89(4):1980-12-25 p.375
- 「淡水棲プラナリアの一種、ミヤマウズムシの核型〔英文〕」、遺伝学雑誌 = The Japanese journal of genetics 55(1) 1980.02 p.1-8
- 「海産プラナリア、多岐腸類数種の初期発生(発生学)」、動物学雑誌 89(4):1980-12-25 p.344
- 「淡水棲プラナリアの一種、カズメウズムシ(Polycelis auriculata)の染色体多型」、遺伝学雑誌 = The Japanese journal of genetics 56(5) 1981.10 p.469-481
- 「海産ウズムシ、多岐腸類卵の構造、卵成熟及び卵殻膜形成顆粒について(発生学)」、動物学雑誌 90(4):1981-12-25 p.432
- 「ヒドラ及びプラナリアの解離細胞からそれぞれ一個体への再構成に関する研究(発生学)」、動物学雑誌 90(4):1981-12-25 p.467
- 「琵琶湖に生息するプラナリア2種の核型、再生能及び吸着器の構造について(分類学・系統学)」、動物学雑誌 90(4):1981-12-25 p.685
- 「海産ウズムシ、多岐腸類の卵殻形成と卵成熟(発生学)」、動物学雑誌 91(4):1982-02-25 p.350
- 「おしつぶし及び細胞単離法によるプラナリア生細胞の識別と培養(発生学)」、動物学雑誌 91(4):1982-02-25 p.351
- 「海産渦虫、 多岐腸類の卵殻形成機構(発生学)」、動物学雑誌 92(4):1983-12-25 p.460
- 「淡水棲プラナリア、カズメウズムシPolycelis auriculataの染色体多型(遺伝学)」、動物学雑誌 92(4):1983-12-25 p.630

### その他

#### 私家版単行本
- 手代木渉（編著）『写真と新聞記事等で綴る二つの山河 : 足跡ビジュアル版 : 1925-2000』 出版者：手代木渉、 2001年5月

#### 学術討論会
- 綜合討論(発生学・実験形態学)：団勝磨、関口晃一、手代木渉、川上泉、矢島英雄（東京動物學會、1957-03-15）動物学雑誌 66(2・3):1957-03-15 p.45-46
- 綜合討論(発生学・実験形態学)：杉野久雄、手代木渉、三上美樹、 八田享二（東京動物學會、 1957-03-15）動物学雑誌 66(2・3):1957-03-15 p.47
- 綜合討論(発生学・実験形態学)：手代木渉、 渡辺,聰子、川上逸枝、高谷博、市川衞、 武藤義信（東京動物學會、 1957-03-15）動物学雑誌 66(2・3):1957-03-15 p.51

#### 社会評論
- 「〔座談会〕 国連軍縮特別総会に参加して―日本代表団の活動とSSDの評価 ： 杉江栄一 、手代木渉 、田中熙巳 、市川富士夫 、藤田久一 （日本科学者会議）」　『日本の科学者』 13(10):1978-10 p.44-53    （この時が第一回国連軍縮特別総会で1978年5月23日から6月30日にかけ、ニューヨークで開催され、手代木も派遣された[23]。）
- 「巻頭論文：障害者と健常者の統合教育を考える」　教育開発研究所 編『教職研修』 22(9):1994-05 p.11-13
- 「新春教育随想：曲がり角にきた国立短期大学部」　日本学生支援機構（JASSO）編『大学と学生』（354号）1995年（平成7年）1月号 p.10-13　（手代木はかつて国立短期大学協会会長だった[5]。）
- 「全国大学メンタルヘルス研究会　開会の挨拶」　『全国大学メンタルヘルス研究会報告書 』(17) :1996-08 p.4